# 主显圣容主教座堂 (顿涅茨克)

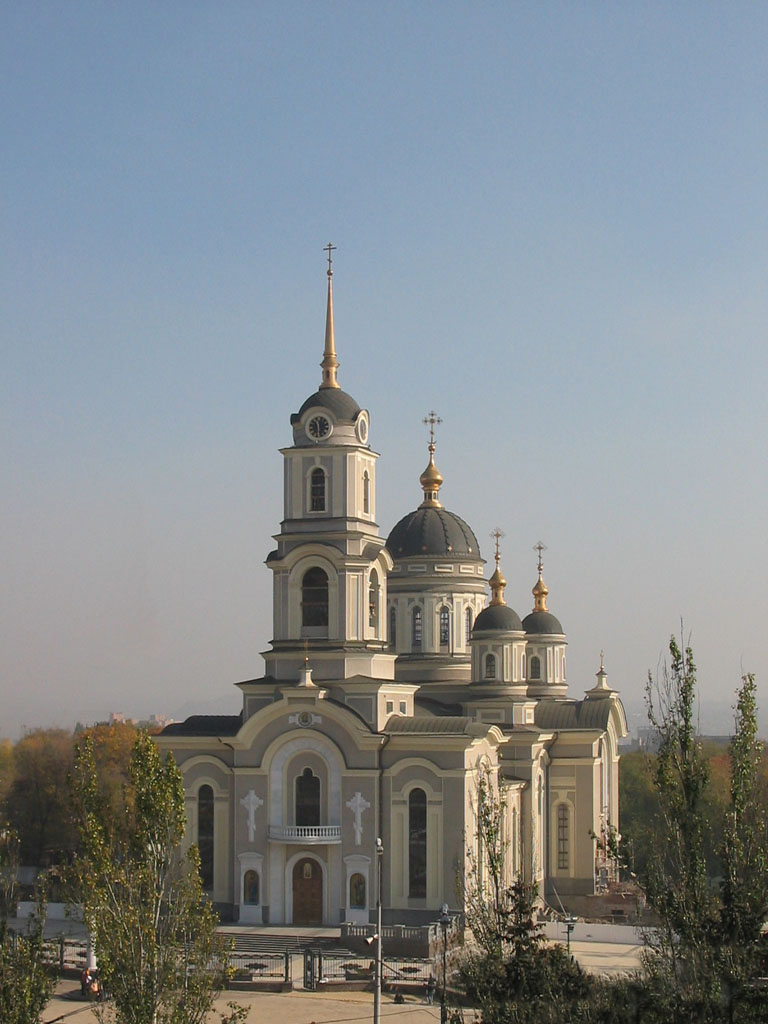

主显圣容主教座堂（羅馬化：Preobrazhenskyi sobor）位于乌克兰东部城市顿涅茨克，是乌克兰正教会顿涅茨克教区和马里乌波尔教区的主要教堂，从属于莫斯科宗主教区。现在的教堂是仿照早期1930年代拆除的同名教堂新建，建于1990年代。

## 历史
已于1931年被毁的旧主显圣容主教座堂，是一座石头教堂，于1883年秋天开始建造，取代了从前的木头教堂。1886年11月2日举行了教堂的祝圣仪式。1930年12月11日，教堂的钟楼被拆除，不久之后，整座教堂被拆除。被毁教堂的瓦砾又保留了两年。今天，在旧堂的遗址上，有一座1950年代的黑色花岗岩纪念碑，纪念苏联战士，1999-2000年，又新建圣诞教堂。
1992年2月12日，顿涅茨克市议会指定一块土地，用于在旧墓地的旧址上建造一座新的主教座堂。1997年开始建设。2006年举行落成典礼。2002年，在教堂的入口处，放置了一尊总天使弥哈伊尔的青铜雕像，这座雕像原来矗立在基辅的独立广场。

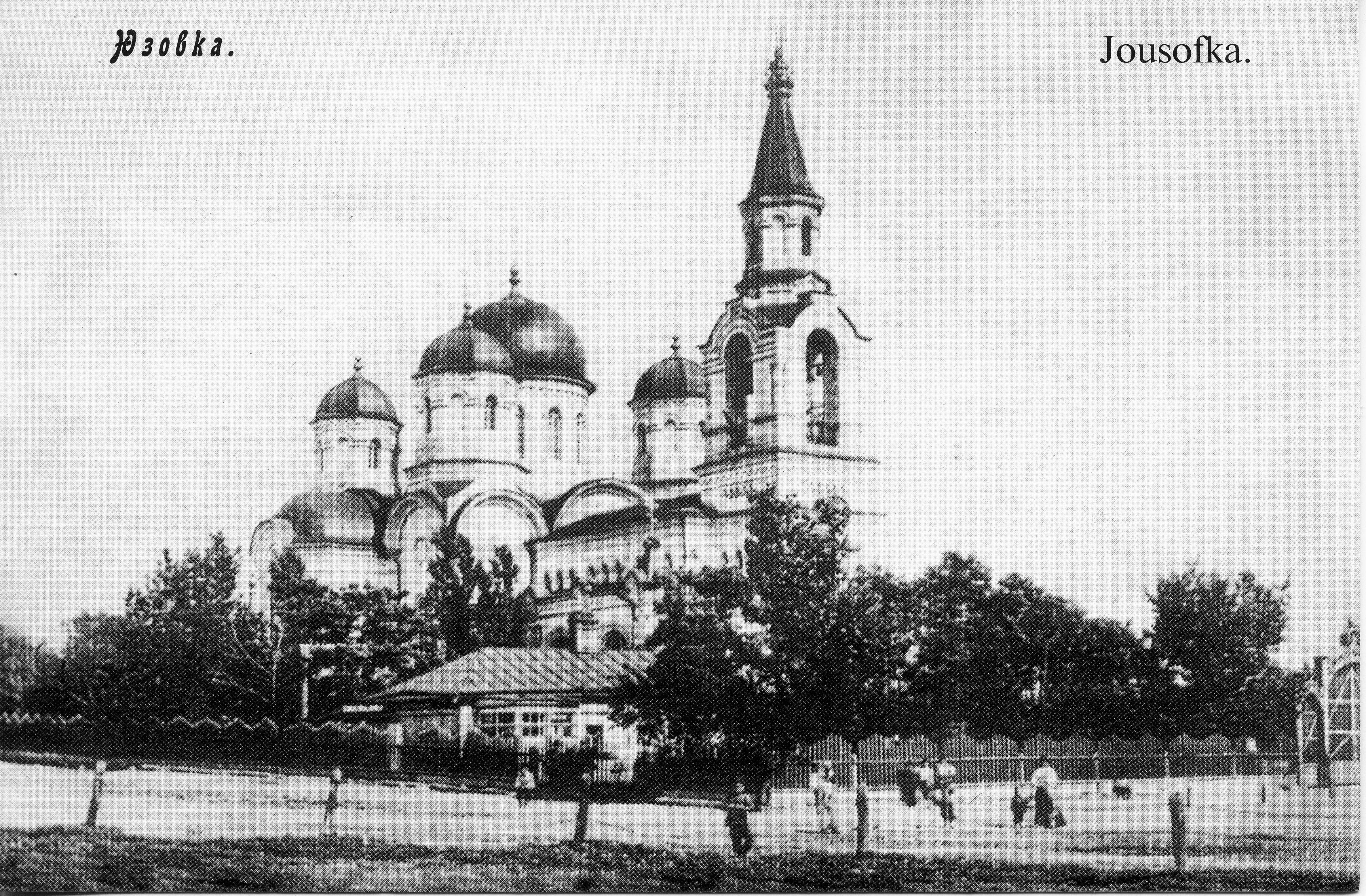
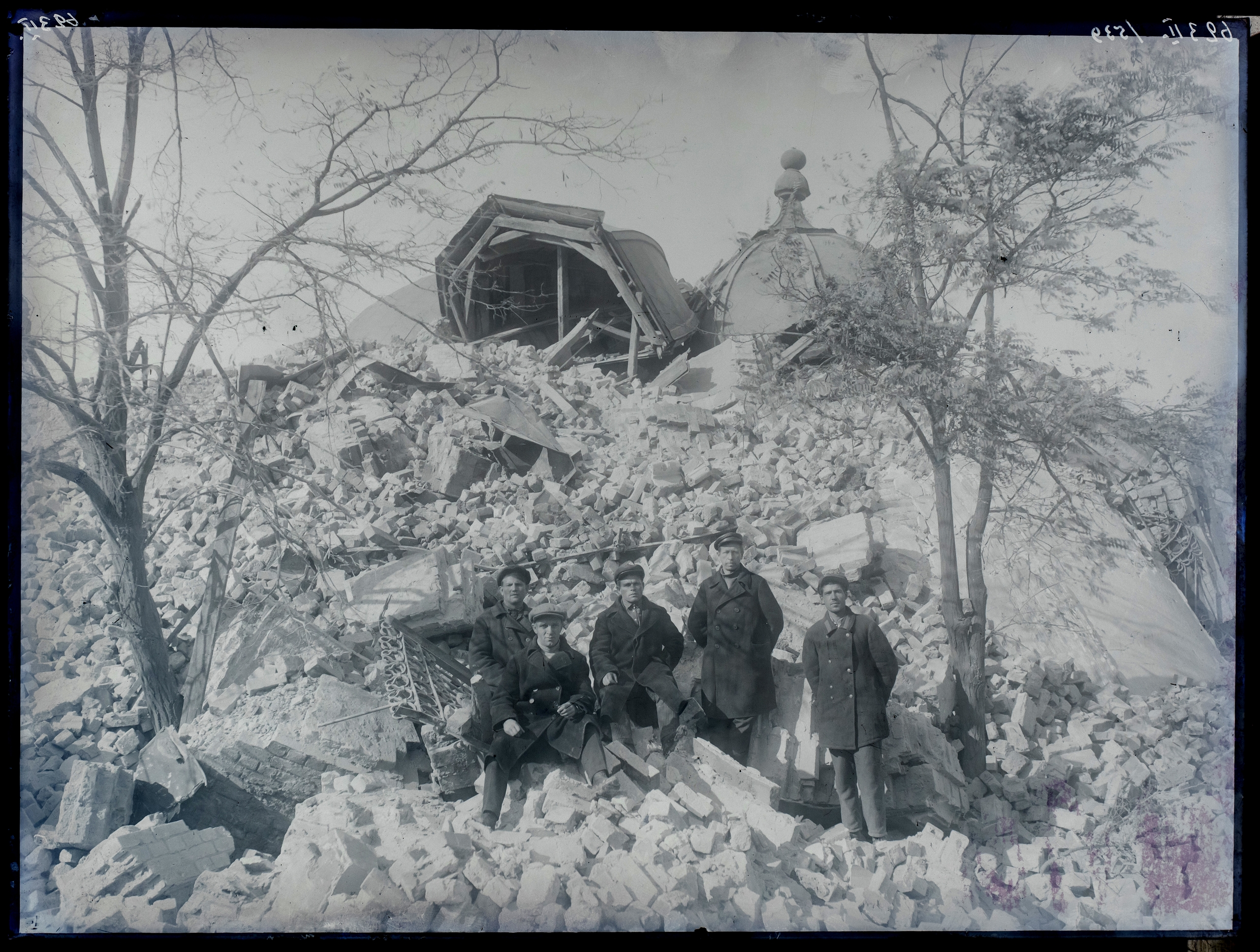
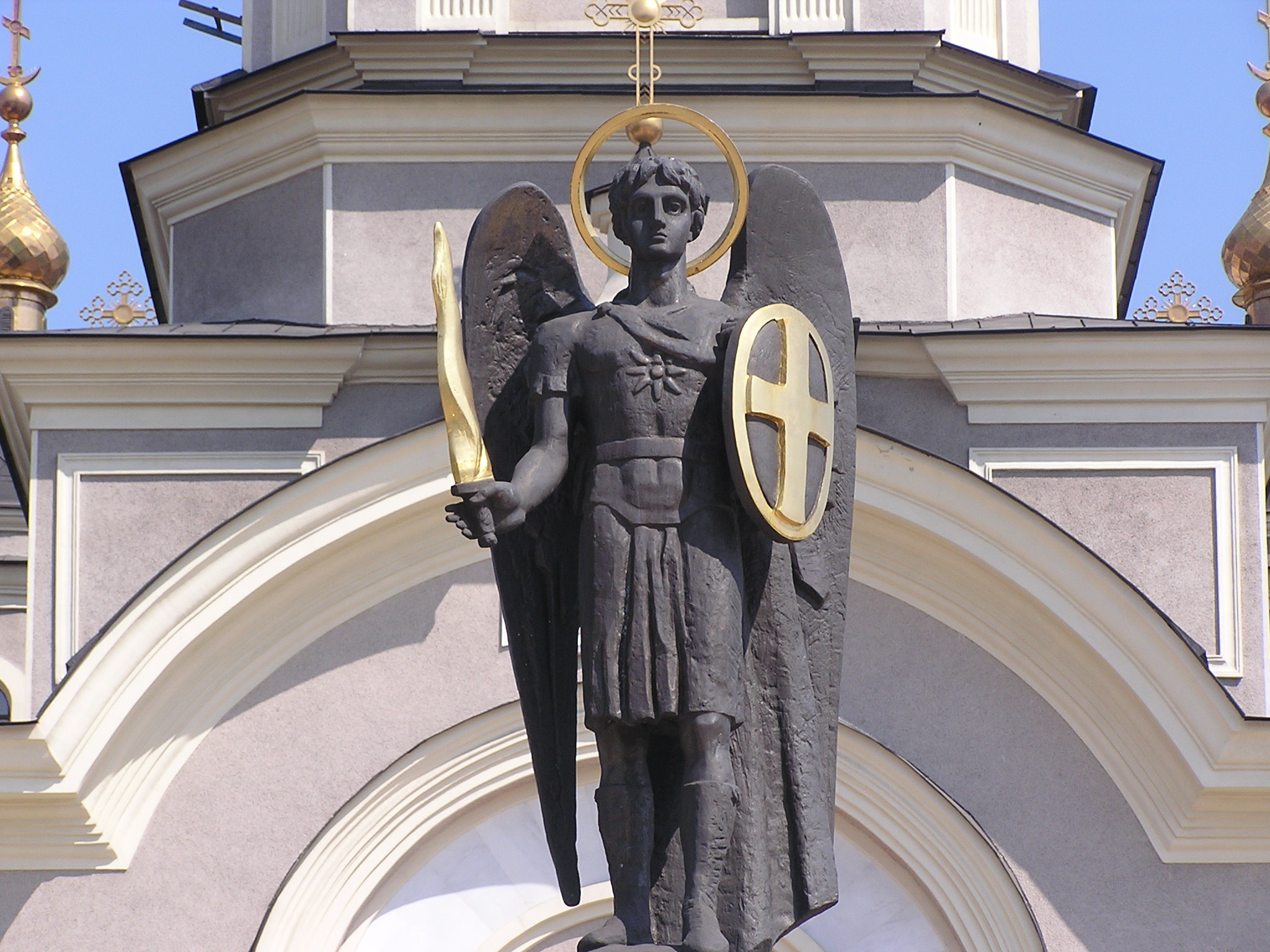

2009年，莫斯科牧首基里尔参观了主教座堂。